# گمینا کونگتسه
گمینا کونگتسه (به لهستانی:  Gmina Kunice) یک گمینا در لهستان است که در شهرستان لگنگتسا واقع شده‌است. گمینا کونگتسه ۹۲٫۷۹ کیلومتر مربع مساحت و ۵٬۰۵۳ نفر جمعیت دارد.